# Grimaldi (Familienname)
Grimaldi ist ein italienischer Familienname.

## Namensträger
- Adriano Grimaldi (* 1991), deutsch-italienischer Fußballspieler
- Alberto Grimaldi (1925–2021), italienischer Filmproduzent
- Aldo Grimaldi (1942–1990), italienischer Filmregisseur
- Angelo Grimaldi, italienischer Fernsehregisseur
- Antoine Grimaldi (1697–1784), Regent von Monaco
- Antonello Grimaldi (* 1955), italienischer Regisseur
- Antonio Grimaldi (Doge) (1640–1717), Doge von Genua und König von Korsika
- Antonio Grimaldi (1661–1731), Fürst von Monaco, siehe Antoine I. (Monaco)
- Antonio Grimaldi (1697–1784), Regent von Monaco, siehe Antoine Grimaldi
- Antonio Grimaldi (Designer) (* 1969), italienischer Designer
- Aurelio Grimaldi (* 1957), italienischer Drehbuchautor und Regisseur
- Bernardino Grimaldi (1839–1897), italienischer Politiker
- Catalano Grimaldi (1415–1457), Herr von Monaco
- Claudine Grimaldi († 1515), Herrin von Monaco
- Clemente Grimaldi (1862–1915), italienischer Agronom, Botaniker und Politiker
- Dan Grimaldi, US-amerikanischer Schauspieler
- David A. Grimaldi (* 1957), US-amerikanischer Entomologe und Paläontologe
- Erika Grimaldi (* ?), italienische Opernsängerin
- Eva Grimaldi (* 1961), italienische Schauspielerin
- Francesco Grimaldi di Monaco (Francesco Malizia; 13. Jahrhundert) italienischer Adeliger Vater des ersten Herrschers von Monaco
- Francesco Grimaldi (Architekt) (1543–1613), italienischer Geistlicher und Architekt
- Francesco Maria Grimaldi (1618–1663), italienischer Jesuit, Physiker, Mathematiker und Astronom
- Francesco Onorato Grimaldi (1669–1748), Abt von Monaco und Erzbischof von Besançon
- Fulvio Grimaldi (* 1934), italienischer Journalist
- Gaspare Grimaldi Bracelli († 1552), 56. Doge der Republik Genua
- Giacomo Grimaldi Durazzo (1503–1579), italienischer Politiker, Doge von Genua
- Giovan Pietro Grimaldi (1860–1918), italienischer Physiker
- Giovanni Grimaldi (Drehbuchautor) (1917–2001), italienischer Drehbuchautor und Regisseur
- Giovanni Francesco Grimaldi (1606–1680), italienischer Maler und Architekt
- Girolamo Grimaldi (Geistlicher, † 1543) († 1543), italienischer Geistlicher, Apostolischer Administrator und Kardinal
- Girolamo Grimaldi (Geistlicher, 1674) (1674–1733), italienischer Geistlicher, Kardinalpriester von Santa Balbina
- Girolamo Grimaldi (Diplomat) (1710–1789), italienischer Diplomat
- Girolamo Grimaldi-Cavalleroni (1597–1685), italienischer Geistlicher, Erzbischof von Aix und Kardinal
- Guerino Grimaldi (1916–1992), italienischer Geistlicher, Erzbischof von Salerno-Campagna-Acerno
- Jean Grimaldi (1898–1996), kanadischer Schauspieler, Sänger und Autor
- Jerónimo Grimaldi (1710–1789), spanischer Diplomat
- Joseph Grimaldi (1778–1837), britischer Komödiant
- Laura Grimaldi (1928–2012), italienische Schriftstellerin
- Marco Grimaldi (* 1983), deutscher Basketballspieler
- Martina Grimaldi (* 1988), italienische Schwimmerin
- Nicola Grimaldi (1645–1717), italienischer Kardinal
- Nicolò Grimaldi (1673–1732), italienischer Opernsänger (Kastrat, Sopran, Alt)
- Raniero Grimaldi (1267–1314), genuesischer Politiker und französischer Admiral
- Rocco Grimaldi (* 1993), US-amerikanischer Eishockeyspieler
- Sébastien Grimaldi (* 1979), französischer Fußballspieler
- Stéphanie Grimaldi, siehe Stéphanie von Monaco
- Virginie Grimaldi (* 1977), französische Schriftstellerin